# Felix De Ruyck
Felix De Ruyck (Gent, 1818 - Waregem, 13 januari 1884) was een Belgisch ondernemer en filantroop. Hij is vooral bekend als de stichter van Waregem Koerse.

## Levensloop
De Ruyck was de zoon van Egide Van Larebeke, en de dienstmeid Christina De Ruyck.
Hij verhuisde rond 1840 naar Waregem waar hij in het jongenspensionaat van Ivo Van Robaeys in het Kasteel van Potegem verbleef. Later verbleef hij ook enige tijd bij burgemeester Ferdinand Storme die zich over hem ontfermden. Zo leerde hij diens dochter Nathalie Storme kennen, met wie hij in 1847 huwde.
Hij liet tussen 1847 en 1852 een kasteel in neoclassicistische stijl bouwen, dat tegenwoordig bekendstaat als kasteel Baron Casier en in het Park Casier te Waregem ligt. Het echtpaar nam deel aan het maatschappelijk leven van de bovenklasse en nam ook het initiatief tot de ‘Conferentie van de H.-Vincentius en Paulo', die zorgde voor arme Waregemnaars.
De Ruyck richtte samen met Jules Storme een ruitervereniging op onder de naam St. Mauritius. In 1847 was er een eerste paardenloop te Waregem, gekoppeld aan de kermis die er toen was. Hiervoor werden de straatstenen uitgebroken. In 1855 kregen zij toestemming van barones de Kerkhove de Denterghem, Gravin Vilain XIII, de bewoonster van het Kasteel van Potegem en eigenares van de aanpalende weiden, om aldaar een hippodroom te bouwen.
De Ruyck liet te Waregem nog andere gebouwen optrekken, waaronder het op de markt gelegen Hotel de Flandre en het aanpalende torentje in Florentijnse stijl, dat nog steeds op de Markt te zien is. Hij was tevens de stichter van de eerste kunstacademie van Waregem en de legde ook de eerste steen van het oorspronkelijke Ware Heen, het lokale rust en verzorgingscentrum
Na hun dood gingen alle eigendommen naar Marie-Victorine Storme, hun nichtje. Marie-Victorine Storme was gehuwd met baron Victor Casier. En zo werd het kasteel hun eigendom en draagt het hun naam.

## Eerbetoon
- Een Waregemse drafvereniging draagt zijn naam: Felix De Ruyck vzw.[7]
- Ook een koers tijdens Waregem Koerse draagt zijn naam.